# 오사키촌 (효고현 쓰나군)
오사키촌(尾崎村)은 효고현 쓰나군에 설치되었던 촌이다. 현재의 아와지시에 해당한다.

## 역사
- 1889년 4월 1일 - 정촌제 시행에 의해 2촌의 구역을 가지고 쓰나군 오사키촌이 성립하였다.
- 1955년 3월 31일 - 에이정, 군게정, 다가촌과 합병해 이치노미야정이 성립, 동일 오사키촌은 폐지되었다.

## 참고문헌
- 角川日本地名大辞典 28 兵庫県